# Müswangen
Müswangen foi uma comuna da Suíça, no Cantão Lucerna, com cerca de 466 habitantes. Estendia-se por uma área de 4,50 km², de densidade populacional de 104 hab/km². Confinava com as seguintes comunas: Beinwil (AG), Buttwil (AG), Geltwil (AG), Hämikon, Schongau, Sulz.
A língua oficial nesta comuna era o Alemão.

## História
Em 1 de janeiro de 2009, passou a formar parte da comuna de Hitzkirch.